# Прометей (Лист)

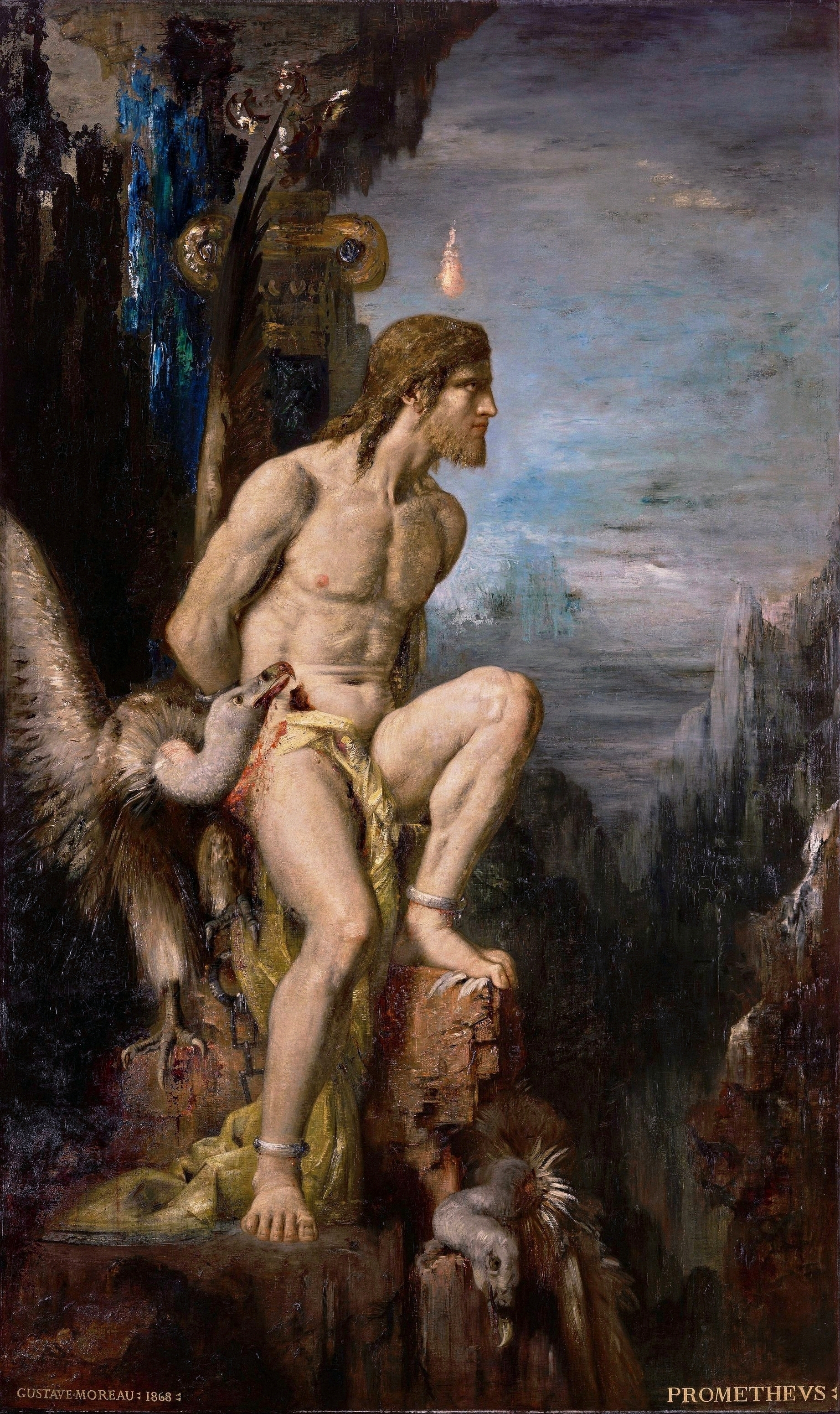
Прометей, картина Гюстава Моро

Прометей, S. 99 ― пятая по счёту симфоническая поэма Ференца Листа, сочинённая им в 1850 году и переработанная в 1855 году. Композиция была впервые исполнена в Брауншвейге 18 октября 1855 года. Произведение было опубликовано издательством Breitkopf & Härtel в 1856 году.
Пять разнохарактерных тем поэмы иллюстрируют боль, надежду и в конечном счёте триумф Прометея ― древнегреческого мифического героя. Изначально поэма не была хорошо принята публикой из-за множества диссонирующих гармоний.
Произведение написано для пикколо, 2 флейт, 2 гобоев, английского рожка, 2 кларнетов, 2 фаготов, 4 валторн, 2 труб, 2 теноровых тромбонов, бас-тромбона, тубы, литавр и струнных.
Лист переложил симфоническую поэму для фортепиано в четыре руки (S. 593) и для двух фортепиано (S. 639); а Жан Гийу создал аранжировку для органа.